# Лобжани
Лобжа̀ни (на полски: Łobżany) е село в Полша, Западнопоморско войводство. Намира се в Лобезка община, която е част от Лобезки окръг. През периода 1975 – 1998 г. то е част от Шчечинско войводство. Селото е с население от 68 души (по преброяване от 2011 г.).
В селото се намира господарска къща от 1880 г., която е с ренесансова архитектура. Пред нея расте тис, който е признат за природен паметник. В областта на господарската къща се намира парк с висока Лиственица.